# Tillandsia trauneri
Tillandsia trauneri är en gräsväxtart som beskrevs av Lieselotte Hromadnik. Tillandsia trauneri ingår i släktet Tillandsia och familjen Bromeliaceae. Inga underarter finns listade i Catalogue of Life.